# Kalaksimenjärvi
Kalaksimenjärvi eller Kalaksmenjärvi är en sjö i Finland. Den ligger i kommunen Pihtipudas i landskapet Mellersta Finland, i den centrala delen av landet, 400 km norr om huvudstaden Helsingfors. Kalaksimenjärvi ligger 134 meter över havet. Den är 7,4 meter djup. Arean är 16,2 hektar och strandlinjen är 3,39 kilometer lång. Sjön  ingår i Kymmene älvs huvudavrinningsområde.   I omgivningarna runt Kalaksimenjärvi växer i huvudsak blandskog.